# Dokimijski marmor
Dokimijski marmor (marmor Docimium), marmor Phrygium ali marmor Synnadicum, so rimskodobna latinska imena za brečni beli marmor s purpurnimi žilami, ki spominjajo na eno izmed barv pri pavu (it. pavone), zato je  splošno imenovan  pavonazzetto. Pojavlja se v številnih barvnih kombinacijah v belem do rumenkastem marmorju z modrikastimi, purpurnimi, rjavkastimi ali črnimi žilami in lisami.

## Geografski opis
Kamnolomi so v rimski dobi obratovali v Mali Aziji, v današnji Turčiji, in sicer v centralni Frigiji, pri antičnem mestu Docimium (Sl.1). Severno od mesta Afyon se v smeri severovzhoda razteza dolina, po katerih vodi prometnica proti Ankari, kjer 20 km iz mesta Afyon in od tu 1 km zahodno, leži pod današnjo vasjo Iscehisar v provinci Afyon, antično mesto Docimium. Ležišča marmorja se nahajajo jugozahodno od Iscehisarja, onkraj ceste v Ankaro, v ozkem (do 1 km) in okoli 7 km dolgem pasu. Marmor je v prvi polovici pasu, do vodnega toka Avsar, pretežno bel (imenovan beli dokimijski), kjer ni sledov antičnih kamnolomov (Sl.2). Dalje je kamnolom Bacakale in v neposredni bližini še sedem lokacij, kjer so bile dokumentirane aktivnosti  izkoriščanja v rimski dobi (Sl.3).
Delovali so tudi pomožni imperialni kamnolomi v zgornji dolini reke Tembris, 50 km severozahodno od Dokimija, pri mestih Altintaş, Çakirsaz in Pinarbaşi (Sl.4), ki pa ne obratujejo z enako intenziteto in kontinuiteto kot v Dokimiju.

## Geologija
Marmor je nastajal s kontaktno metamorfozo iz apnenca, v različnih obdobjih, od perma dalje. Šlo je za lokalno omejen proces, kjer se je magma vtiskala v obstoječe, ohlajene, kamnine. Zaradi povišanih temparitur, so v teh kamninah potekle spremembe v kemični sestavi in kompoziciji mineralov, kar je vzrok nastanka finozrnate strukture kamnine.

## Kamnolomi in čas izrabe

### Dokimijski kamnolomi
Dokimijski marmor, izkoriščan v okviru rimskega urada za marmor (ratio marmorum), v domeni cesarja, se je  uporabljal za stebre, obloge in kipe, predvsem v javnih arhitekturah. Izkoriščanju v Dokimiju, z začetki v avgustejski dobi (omemba Strabona), je v okviru imperialnega lastništva, možno zanesljivo slediti od pozne flavijske dobe dalje, z razmahom v času Antoninov, preko severske dobe in tetrarhije (z nejasnim lastništvom) in skozi konstantinsko dobo, do Teodozija, ko upravljanje preide v roke posameznikov.
Dokimijski kamnolomi so imeli dokumentirano sedem lokacij ekstrakcije (kamnolomi I-VII), kjer je glavno mesto zavzemal kamnolom Bacakale (Sl. 3). Deli kamnolomov so bili po izčrpanju zalog pogosto zapolnjeni z okruški, saj so na ta način izoblikovali nove delovne platforme za nadaljnjo lomljenje.
Na zahodnem delu Bacakale, ob glavnem vhodu v kamnolom (Sl.5), so v začetku osemdesetih let dvajsetega stoletja, ob pripravah terena za lomljenje marmorja, pod intaktnimi rimskodobnimi zasipi, odkrili številne bloke in stebre ter originalna antična tla kamnoloma (Sl. 6). Na ta način odkriti stebri in bloki (40 kosov) na petih lokacijah, so med vsemi tu doslej znanimi, edini zanesljivo locirani v smislu mikrotopografije kamnoloma (Sl.7). Med njimi izstopa skupina kosov z napisi notranjega tipa,  iz predela severovzhodno od glavnega vhoda.

#### Organizacija kamnoloma
Imperialno lastništvo kamnolomov je vzrok dovršenega sistema organizacije dela znotraj kamnoloma in distribucije polizdelkov ter izdelkov po imperiju. Kompleksno organizacijo razkrivajo kamnoseške oznake, ki navajajo delovne ekipe, ki so lomile marmor (caesura) in  delavnice (officina) z delovno ekipo dobavitelja, ki je oblikovala npr. pravokotne bloke. Prav tako je možen vpogled v topografsko strukturo kamnoloma, kjer se ločita dve lokaciji: bracchium ali veja, kot splošna označba, kjer je bil blok odlomljen ter locus, kot natančna lokacija mesta ekstarkcije bloka. Pri tem je prva navedba služila nadzoru nad zalogo ležišča, druga pa je z identifikacijsko številko označevala blok na vsej poti do naročnika.

#### Topografija kamnoloma
Delovanje kamnoloma Bacakale v največjem zagonu in v končni fazi, prikazujeta rekonstrukciji (Sl. 8 in 9). Med kamnoseškimi oznakami drugega stoletja n. št. najdemo topografske zabeležbe, ki deloma razjasnjujejo potek izkoriščanja marmorja:

##### Bracchium(veja)
Delitev kamnoloma v veje, je običajna praksa v imperialnih kamnolomih. Je označba, ki je v dokimijskih napisih zastopana skozi vsa obdobja. Sledi ji številka, ki pomeni vejo v kamnolomu iz katere je bil kos odlomljen. V Dokimiju so znane štiri veje, vse znotraj Bacakale in mogoče še iz kamnoloma II. Med njimi ni bilo velike razdalje, saj je npr. ekipa Aelija Antonina izvajala dela v vseh štirih vejah v istem letu.
| Locus | Bracchium | Caesura            | Officina | Datacija | Številka |
| 429   | 2         | Ael(ii) Ant.       | brez     | 147      | 89       |
| 433   | 4         | Ael(ii) [A]ntonini | brez     | 147      | 90       |
| 053   | 3         | Ael(ii) Antonini   | brez     | 148      | 94       |
| 055   | 4         | Ael(ii) Antonini   | brez     | 148      | 95       |

Vendar pa lokacije odkritih blokov v zasutjih, ne identificirajo tudi morebitno bližino lokacije veje, saj so bili skupaj odkriti bloki, pogosto iz  različnih vej. Izpovednejša je razporeditev vej po pojavnosti skozi desetletja, tako bi lahko bila Bracchium I najstarejša, z začetkom pred devetdesetimi leti n. št. Lokacija je bila dokaj zanesljivo na zahodnem robu Bacakale, saj je znano, da se je tu pričelo črpanje in nadaljevalo proti vzhodu. Bracchium II, bi prav tako morala biti nekje na zahodnem delu Bacakale. Z vidika širjenja kamnoloma, je najverjetneje, da sta bili Bracchium I in II, ob strani osrednje vhodne ceste, pri čemer je bila prva bližje vhodu, druga pa globlje v hribu. Ostali dve veji sta bili aktivnejši v drugem in tretjem stoletju, vendar sta njuni lokaciji manj jasni.

##### Locus(natančno mesto lomljenja posameznega bloka)
Iste številke lokusov se v napisih pojavljajo v različnih zaporednih letih, vendar v drugačnih kontekstih (različno osebje delovne ekipe  ali  različne veje (bracchia), nobena številka lokusa doslej ni bila potrjena dvakrat za isto leto.

#### Delavnice (Officinae) in izdelki

##### V kamnolomu
Officina ali delavnica, je ime za posebno skupino specialistov-kamnosekov, ki je pred izvozom natančno oblikovala surov odlomljen blok, sprejet od ekipe lomilcev (caesura). Odpravljene so morale biti vse anomalije bloka, stranice pa strogo pravokotne, da bi imel naročnik kar najmanj izgub pri rezanju v npr. plošče. Skupina se je običajno imenovala po delovodji ali lastniku kamnoloma (Glej poglavje Kamnoseške oznake). Blok ni nujno končna oblika izdelka, naročnik ga lahko spreminja.
Izdelava stebrov je zahtevala povsem drugačen način lomljenja; obljenje se je izvajalo in situ že med samo ekstrakcijo kosa, steber pa je bil dokončno odlomljen šele potem, ko je bil večjidel povsem zaokrožen. Monolitni steber je vedno končni izdelek kamnoloma, naročnik ga ne spreminja.
Delavnice so domnevno obratovale na ploščadih, ki so nastajale z zasutji iz okruškov, ob premikih delovnega področja, po izčrpanju zalog na eni lokaciji. Tu naj bi imeli mesto tako klesarji, kot tudi kovači v službi zagotavljanja ustrezno kvalitetnega kamnoseškega orodja. Na severnem delu Bacakale je bila odkrita kamnita kovaška kalilna posoda, vendar ne in situ. Doslej nobena officina v Dokimiju ni bila fizično locirana.

##### Izven kamnoloma
V Mali Aziji delavnice doslej niso znane, razen domnevnih centrov za odpravo marmorja v Rim, in sicer v Efezu, na vzhodni obali Male Azije ter v Nikomediji na  Marmarskem morju.
V Rimu bi lahko bile delavnice blizu Trajanovega pristanišča na južnem bregu reke Fiumicino, kjer so skladiščili raznovrstne marmorne bloke in v Emporiju (okoli 1000 odkritih različnih marmornih blokov). Na severnem delu Marsovega polja, blizu Pons Aelius je bila odkrita masa marmornih okruškov in med njimi nedokončani kipi, podobni dačanskim ujetnikom.

### Kamnolomi zgornje doline reke Tembris
Obratovanje le-teh pod imperialno upravo je dokumentirano na podlagi kamnoseških oznak, med leti 92 n. št do 116 n. št. Označevanje je tu prenehalo tik pred začetkom dobro dokumentiranega masovnega izkoriščanja marmorja v Dokimiju, kar pomeni, da se je zagotavljanje cesarskih naročil pavonazzetta sredi 2. stol. n. št. skoncentriralo na dokimijske kamnolome, medtem ko se ob reki Tembris, začenja vzpon posameznikov, ki zalagajo tržišče z votivnimi in grobnimi izdelki v belem dokimijskem marmorju in traja vse do 4. stol. n. št.

#### Delavnice
Delavnice, ki so preoblikovale polizdelke v končne podukte so bile domnevno ob ali zelo blizu kamnolomov. Ob kamnolomih pri mestih Altintaş in Çakirsaz (Sl.4) so bili odkriti številni monolitni stebri, pri slednjem tudi fragment napol dokončanega stebra z napisom. Najpomembnejše odkritje v kamnolomu pri mestu Çakirsaz, ki izpričuje tukajšnjo delavnico, je fargmentiran kip enega izmed dačanskih ujetnikov namenjenega v Rim, za okras Trajanovega foruma. Gradnja foruma je potekala med leti 107 in 116 n. št., v ta čas sodi tudi večina tu odkritih kamnoseških napisov, ki dodatno potrjujejo cesarjev gradbeni program in  kontrolo nad tukajšnjimi ležišči pavonazzetta.

## Kamnoseške oznake
Zahtevna organizacija dela je zahtevala poseben sistem beleženja z napisi na izdelke, ki so poleg pisnih virov in dejanske prisotnosti marmorja v javnih arhitekturah, edini zanesljiv dokaz za imperialno lastništvo. Beleženje je strogo formalno in izpoveduje  upravno ureditev tekom časa, saj se je način beleženja izdelkov spreminjal. Med več kot 350 odkritimi napisi sta znani dve glavni skupini.

### Notranji tip napisa
Označbe so služile interni uporabi, z njimi so označevali izločene kose blokov in stebrov, ki niso ustrezali predpisom kvalitete naročnika. Številni odkriti stebri so bili prelomljeni in kasneje popravljeni, takšne pa so hranili, kot rezervni inventar, za primere naročil, ki bi jim izdelek ustrezal. Nobeden kos marmorja s tovrstnim napisom ni zapustil Frigije, čeprav so v Rimu odkriti kosi iz istega časa, vendar z običajnejšo formo napisa   ex ratione. Napisi so zgoščeni in  polni okrajšav, najpomembnejši element je datum, nekateri kosi so označeni z več kot enim datumom. Upoštevajoč datacije, so bili nekateri kosi  v rezervi več desetletij, preden je prišlo do zasutja.Tovrsten način beleženja funkcionira med leti 92 do ca.119 n. št. Lokalna distribucija kosov z napisi ni večja od radija 30 km od kamnoloma in je posledica kasnejšega zagotavljanja primernega gradbenega materiala.
Primer stebra z več oznakami (Sl. 10):
a) VFR Verg(iliano) cos
b) C(aesare) XVI cos
c) Traiano(o) III cos XXXVII
d) Pal(ma) II cos
e) GII[.]XZ
f) RMA
g) XLVII
h) Ant(oninus recensuit?)
i) XXV
j) RMA
Razločijo se štiri datacije: 92, 100, 109 in 115 n. št., kar pomeni, da je bil kos v teh letih preverjen in vrnjen v inventar kamnoloma. ANT je verjetno signatura enega od inšpektorjev z imenom Antoninus ali Antonius. RMA je verjetno oznaka za kos, ki ne ustreza standardom.

### Zunanji tip napisa
Tovrsten napis je označeval vsak blok ali steber, ki je bil odposlan v Rim. Vsebuje vrsto informacij, ki so bile vklesane tekom procesa in so služile identifikaciji kosa na poti k naročniku. Je najpopolnejši način označevanja v imperialnih kamnolomih in kaže na kompleksno delitev dela. Razvoj je postopen in se je spreminjal skozi čas. Znani so zgodnejši tipi napisov iz zadnjega desetletja 1. stoletja, imenovani ex ratione, ki izginejo v hadrijanskem času in lahko zajemajo nekatere od naslednjih elementov:
- ex r(atione)
- konzulsko datacijo
- n(umero) (številko kosa)
Primer:
Pa(lma) et Sen(ecione) cos
ex r(atione) Oly(m)p(i) Caes(aris servi)
CAES(aris ) označuje cesarsko lastništvo, N(umero)-številka se pojavlja izključno na kosih, ki so bili odposlani iz Frigije. Oblika zapisa ex ratione zgodnejših tipov, se umakne pod Hadrijanom in Antoninom Pijem, ko se več ne omenja  dobavitelj in ga zamenjajo   druge oznake;  caesura in officina, sledita še označbi locus in bracchium. 
V poznih tridesetih letih 2. stol. n. št., se prvič pojavi imenovanje centuriona Tulija Saturnija, kot vodje ekipe. Že v naslednjem desetletju beležijo vodjo ekipe (caesura), Aelija Antonina, ki je prav tako centurion in dodatno navajajo še ime delavnice (officina). Šele v naslednjem desetletju (leto 156 n. št.), se izoblikuje popolna oblika označevanja, ki je zadnjič zabeležena za leto 236 n. št.
Primer:
| Datacija (leto 159) | [Quintillo] et Prisco cos |
| Ime delavnice       | off(icina) Andae          |
| Vodja ekipe         | caes(ura) Alex(andri)     |
| Št. lokusa          | loco CCCLXXXXVV           |
| Št. veje            | b(racchio) quart(o)       |

Izpovedni so napisi na kosih, ki izvirajo iz brodolomov pri Punti Scifo blizu Crotone in v Rimu, ki nosijo tovorne številke, dodane izven kamnoloma sub cura cuiusdam Aug(usti) lib(erti) proc(uratoris), torej pod vodstvom prokuratorja, ki je bil nameščen v Synnadi. Navedba prokuratorja, je dodana v smislu izkazovanja časti in ne iz praktičnih razlogov. Takšen je primer napisa na paru stebrov, poslanih iz Dokimija v Rim v zgodnjem drugem stoletju (136 n. št.), ki poleg osnovnih oznak delavnice in lokusa, navajajo še:
[C]aesare n(ostro) III et Balb-
ino co(n)s(ule), Rationi
Urbicae, sub cur(a) Irenaei
Aug(usti) lib(erti) proc(uratoris), Caesura Tulli
»V tretjem konzulatu našega cesarja, L. Aelij in Balbin, za Ratio Urbica, pod nadzorom prokuratorja Ireneja, osvobojenca Avgusta, delovna ekipa Tulija Saturnina, centuriona 22. legije Primigenije.«